# Kepuh Harjo
Kepuh Harjo is een bestuurslaag in het regentschap Sleman van de provincie Jogjakarta, Indonesië. Kepuh Harjo telt 3087 inwoners (volkstelling 2010).